# Ioan D. Dimăncescu
Ioan Dem. Dimǎncescu (n. 12 octombrie 1898, Titu, România – d. 26 septembrie 1951, București, România) a fost ofițer al armatei române, licențiat în educație fizică. S-a implicat în dezvoltarea cercetǎșiei și a mișcǎrii sportive din România.

## Adolescența și studiile
Ioan Dem. Dimăncescu a absolvit International YMCA College din Springfield-SUA cu specializarea Educație Fizicǎ (1926).
Alături de fratele său (Dimitrie D. Dimăncescu) a fost membru fondator al primelor patrule de cercetași din România (vara anului 1913). Formațiunile aveau sǎ se organizeze la Liceul „Gheorghe Lazǎr” din București, acolo unde Vladimir Ghidionescu va ține prima conferințǎ asupra cercetǎșiei (toamna anului 1913).

## Cariera
După absolvirea Școlii de Ofițeri din Botoșani (mai 1917) este încadrat la Compania 1 Cicliști a Diviziei I Cavalerie și ia parte la luptele din Moldova (Cosna/cota 789 și Oituz-Grozești/cota 383) în august 1917.
Participǎ la campania din Basarabia (1918), fiind grav rănit, precum și în Războiul româno-ungar din 1919.
Face parte din delegația României la Jocurile Inter-Aliate (Paris, 1919), fiind component al selecționatei de rugby în primele meciuri consemnate în palmaresul oficial al naționalei.
Ia parte la primele cursuri ale YMCA în România (1920-1921), devenind instructor de schi în cadrul Batalionului 1 Vânǎtori de Munte. Între anii 1921-1929 este detașat în cadrul Institutului Național de Educație Fizicǎ (INEF) și Institutului Militar de Educație Fizicǎ (IMEF), participând la organizarea acestora.
Publicǎ articole de metodicǎ sportivă și devine redactor șef al revistei Educația Fizicǎ (1928).
Se implică în participarea echipelor militare românești la competiții polisportive peste hotare și organizeazǎ concursuri internaționale de schi și biatlon în țarǎ (1926-1934).
Desfășoarǎ o activitate de promovare  și organizare a sporturilor de iarnǎ (schi, săniuțe și bob).
A fost membru fondator și primul președinte al Clubului Sportiv Peleș Sinaia în anul (1923), revenind la conducerea organizației între anii (1926-1929).
Între anii 1942-1945 este președinte al Federației Române de Schi, iar între anii 1945-1947 activeazǎ în cadrul taberei YMCA de la Timișul de Sus.
A fost membru al Hanului Drumeților (1924), Turing Clubul României (1925-1947), asociației "Amicii Predealului" și al "Ski Club București".
Este activ în viața Cercetășiei, fiind avansat de la comandant de centurie (Sinaia, 1920) la comandant de cohortă și legiune (București, 1929-1937). Participǎ la cursuri, conferințe si Jamboree cercetǎșești ținute în țarǎ și în strǎinǎtate.
În anul 1938 este numit Director al Educației Fizice și Sănătății. Participă la emisiunile radio "Ora Strǎjerilor". In paralel este comandant instructor al Centrului de Comandanți Străjeri de la Breaza.
Între anii 1942-1944, sub comanda generalului Emil Pălăngeanu, coordonează Centrul de la Breaza al organizației paramilitare Munca Tineretului Român (MTR).

## Recunoașterea activității
De-a lungul carierei a fost decorat cu Virtutea Militară, British War Medal, Crucea Comemorativă a războiului 1916-1918, Furajera "Mihai Viteazu", Virtutea Cercetășească și alte decorații militare, sportive sau culturale.
În semn de recunoaștere pentru activitatea desfășurată, Centrul Local "Dimăncescu" - București i-a preluat numele. Centrele locale compun structura teritorială a Organizației Naționale „Cercetașii României” (ONCR) în noua structură organizatorică de după 1991.